# ドクター秩父山
『ドクター秩父山」（ドクターちちぶやま）は、『コミック劇画村塾』等で1986年より連載された田中圭一の4コマ漫画である。
横長ワイドなコマに当時としては画期的な劇画調の四コマ漫画で、主人公が医者ということを活かしたシュールかつブラックな下ネタ漫画として一部に人気を得た。後半はただの下ネタが増えてくる。下ネタ以外でもカニバリズムなどアンモラルなものギャグとして扱っていた。
1988年4月3日より7月31日にかけて、フジテレビ『オールナイトフジ』のコーナードラマとしてアニメ化された。1988年にビデオ及びレーザーディスクが販売された。
続編に、掲載雑誌を移動した『ドクター秩父山だっ!!』がある。

## 登場人物

### 秩父山病院医師
秩父山
声 - 神谷明
主人公。埼玉県にある「秩父山病院」の医者。オールバックにサングラスと口髭がトレードマークの中年男で、その人格は好色かつ非常識。作中でよく手術を行っているところから、専門は外科に見えるが、他の医療行為も行っている。色々なものをよく発明する。
越谷博士
声 - 富田耕生
本名「越谷清十郎」。途中から登場した秩父山の師匠。やっている事は秩父山と変わらない。漫画では途中から、彼の肉体的悩みである包茎という事情がしつこく出てくる。息子はボランティア活動に精を出しており、父とは正反対の好青年であるが、秩父山も呆れるほどの越谷と妻との変態プレイの果てに生まれたらしい。
ケロタン
声 - 龍田直樹
研修医だが、カエルを無理やり人間にしたような姿をしている。幼稚園の頃は手足のない巨大なオタマジャクシで、現在27歳。万年発情中で、いつも性的妄想に浸っていたり、エッチな本を読んで「んんん…やらしい」と唸っている。当時の「コミック劇画村塾」のファンレターコーナーによると、女性読者に人気がある。
八潮教授
越谷博士の旧知の人物。性格は短気にして凶暴で、異常なほど激しい健忘症の持ち主。なお単行本に収録されているデビュー作『ミスター・カワード』には、秩父山や八潮と同じ顔がすでに登場している。

### 秩父山病院ナース
戸田ミドリ
声 - 三田ゆう子
新入りの若い女医。ドジで何度も洒落にならない失態を犯しているが、全て「可愛いから許す」で見逃されている。
川越
大宮埼子
秩父山の隠し妻。秩父山との間に玉美という娘がいるが、彼女は幼児の割には非常に性に関心が高く、ケロタンになついている。
与野
和光まゆみ
ナース。甘えん坊な性格。
所沢サユリ
声 - 島津冴子
ナース。男を誘惑するのが大好き。
桶川恵理華
その華麗なメスさばきから「外科医の女王」の異名を持つ女医。しかし手術は下手。モデルは『エースをねらえ!』のお蝶夫人。

### その他
浦和聡
入院患者のプロレスラー。無口でフランケンシュタインの怪物のような不気味な容貌。だが、それに反して可愛いものが大好き。性格も非常にデリケートで傷つきやすく、何度も自殺未遂をしている。
コシガヤバーガー店長
マクドナルドのドナルドそっくりの姿をしているが、やがて頭にKマークが入るなど、独自のデザインになっていった。秩父山と仲が悪い。作者がマクドナルドでアルバイトをした時、ひどい目にあった恨みで出来たキャラクターだという。復刻版である『復活!ドクター秩父山』では、登場作品は全てカットされている。
ムカデの吉岡
多数の全身タイツを着た人間達とムカデ競走のような格好をして、脈絡無く「やあこんにちわ、ムカデの吉岡です」と現れる。ファンクラブができるほどの美青年。実は株式会社社長であり、一連のムカデ人間たちは彼の会社の社員。同じ田中の作品『昆虫物語ピースケの冒険』には、大ムカデ「吉岡の父」が登場した。
おええ鳥
劇中で「おえっ」「OA」といった「/oe/」の音価を持つ発音や音声が登場すると、それに反応して「おええ〜」の鳴き声と共に（時として大挙して）出てくる、軍鶏に似た巨大怪鳥。小鳥を呼ぶ笛などにも反応していた。東京都心がこの鳥が原因で壊滅していたり、秩父山との巨大戦が行われた話もある。巨大怪鳥に相応しく、雛でさえも人間の赤子より数倍大きい。本作世界中ではあらゆる人がこの怪鳥の恐怖に脅える。
入亀好子
秩父山に性の悦びを教えられた女子高生。その結果極度に感激して以後は秩父山をコーチと仰ぎ、セックスの世界大会（ルールは男女で対戦し、先に絶頂に達したほうが負ける）での優勝を狙う。必殺技は「三段絞め」。
妖怪ユーモア入道
一つ目の巨大な妖怪で、上品でお洒落なギャグを好む。出会った者にギャグを言わせ、それが品の無い下ネタであったりすると、その者は入道に食べられてしまう。秩父山は何度も食べられている。最終的に秩父山の下ネタ連発ぶりに呆れ果て「もう好きなだけでも下ネタやってもいいから、わしの前に姿を見せるな」と去っていった。
法律大魔王
名前の通り、魔王のような姿の巨大な妖怪。姿を現すたびに「今週の法律」を発表し、それを守らない人間は食べられてしまう。「勃起した男性は、必ずその場で手を上げて大声で申告しなければならない」などといった無茶な法律で世間を混乱させる。

## 書誌情報
- 田中圭一『ドクター秩父山』 1巻、スタジオシップ〈シップフレッシュコミックス〉、1987年3月。ISBN 978-4-88315-021-2。
- 田中圭一『ドクター秩父山』 2巻、スタジオシップ〈シップフレッシュコミックス〉、1988年7月。ISBN 978-4-88315-022-9。
- 田中圭一『ドクター秩父山』 3巻、スタジオシップ〈シップフレッシュコミックス〉、1991年8月。ISBN 978-4-88315-124-0。
- 田中圭一『ドクター秩父山』アスペクト、2005年11月。ISBN 978-4-7572-1186-5。
- 田中圭一『ドクター秩父山』 上、小池書院、2012年12月。ISBN 978-4-86225-866-3。
- 田中圭一『ドクター秩父山』 下、小池書院、2013年1月。ISBN 978-4-86225-867-0。
- 田中圭一『復活ドクター秩父山』ぶんか社、1997年11月。ISBN 978-4-8211-9611-1。
- 田中圭一『ドクター秩父山だっ!!』 1巻、ぶんか社〈ぶんか社コミックス〉、1997年1月。ISBN 978-4-8211-9550-3。
- 田中圭一『ドクター秩父山だっ!!』 2巻、ぶんか社〈ぶんか社コミックス〉、1998年10月。ISBN 978-4-8211-9705-7。
- 田中圭一『ドクター秩父山だっ!!』ぶんか社、2005年11月。ISBN 978-4-8211-8210-7。

## テレビアニメ

### スタッフ
- 原作 - 田中圭一
- 監督 - アミノテツロー
- キャラクターデザイン - 川筋豊
- 美術監督 - 東条俊寿、松宮正純
- 色彩設定 - 吉川孝男、吉田玲子
- 撮影監督 - 広川二三男
- 編集 - 正木直幸、古橋宏
- 音響監督 - 斯波重治
- プロデューサー - 稲葉久美、池田正義、梅原勝
- 製作 - フジテレビ映像企画部、ポニーキャニオン、葦プロダクション

主題歌
- オープニングテーマ - 「未来（いつか）のラブ・オペレーション」 / エンディングテーマ - 「DEAD OR ALIVE （FINE,FINE）」
- 作詞 - ケラ / 作曲・編曲 - 鈴木慶一 / 演奏・歌 - 秩父山バンド

### 放映リスト
| #      | サブタイトル                               | 放送日        |
| ------ | ------------------------------------------ | ------------- |
| 第1話  | 最後の一葉                                 | 1988年 4月3日 |
| 第2話  | 愛人との熱い夜                             | 4月10日       |
| 第3話  | （不明）                                   | 4月17日       |
| 第4話  | （不明）                                   | 4月24日       |
| 第5話  | （不明）                                   | 5月1日        |
| 第6話  | おええ鳥                                   | 5月8日        |
| 第7話  | ミドリ先生                                 | 5月15日       |
| 第8話  | アフリカ『カエルコール』                   | 5月22日       |
| 第9話  | 美しい世界『天使と悪魔』                   | 5月29日       |
| 第10話 | 強い女性                                   | 6月5日        |
| 第11話 | シートベルト / めぐみちゃん / サユリ姉さん | 6月12日       |
| 第12話 | 聴診器 / 真珠 / 泥棒猫                     | 6月19日       |
| 第13話 | 奥様は虚弱体質                             | 6月26日       |
| 第14話 | （不明）                                   | 7月3日        |
| 第15話 | （不明）                                   | 7月10日       |
| 第16話 | 入院の勧誘〜おええ鳥                       | 7月24日       |
| 第17話 | ドンマイ少年                               | 7月31日       |

### 映像ソフト
VHSビデオ
販売元：ポニーキャニオン
『ドクター秩父山』
発売日：1988年6月5日
ASIN B000064NY1
『ドクター秩父山（2）』
発売日：1988年7月1日
ASIN B000064NY2
レーザーディスク
『ドクター秩父山』
発売日：1988年7月21日
ASIN B00005L0GV

#### 秩父山バンド
ケラ、鈴木慶一らによって結成された企画バンド。
1988年5月21日、シングル『未来（いつか）のラブ・オペレーション』（C/W「DEAD OR ALIVE (FINE,FINE)」）発売。
1996年9月20日、ポニーキャニオンのコミックソングを集めたコンピレーションCD『珍味』に収録された（C/W曲は『薬味』に収録された）。